# Inmunoglobulina D

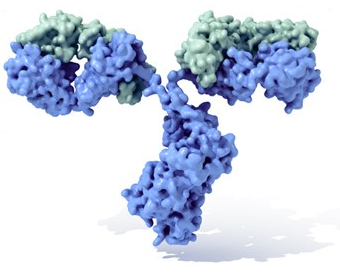
La inmunoglobulina D es monomérica, es decir, está formada por una sola molécula de inmunoglobulina.

La inmunoglobulina D (IgD) es uno de los cinco isotipos de inmunoglobulina (G, A, M, E, D) presentes en el organismo humano. Se halla en cantidades pequeñas, 0-1 % de las inmunoglobulinas, y tiene un peso de 185 000  Da. No es secretada por los plasmocitos. Se conoce por ser el mayor componente de la superficie de muchos linfocitos B en etapas de maduración. Su presencia sobre las células B sirve como marcador de diferenciación, y puede servir para controlar la activación y supresión de linfocitos. La IgD no se encuentra de manera soluble en el plasma.
Está presente en la superficie de la mayor parte de linfocitos B circulantes, indicando que las células B vírgenes están listas para entrar en contacto con el antígeno. La IgD se pierde durante la estimulación antigénica, las células de memoria han perdido esta inmunoglobulina.
La IgD es una proteína funcional importante, pero su papel no es bien conocido; se sugiere que es un receptor antigénico de membrana, que conduciría a la diferenciación linfocitaria y también que es un ligando para los receptores de IgD en la inmunoregulación de las células T ‘helper’. Es muy susceptible a la proteólisis.
La IgD representa menos del 1 % del total de inmunoglobulinas plasmáticas; la concentración en suero depende de la edad y de la herencia genética. En suero de pacientes con mieloma IgD se encuentran concentraciones de IgD muy elevadas.
- Datos: Q79447
- Multimedia: Immunoglobulin D / Q79447